# Oliveira do Mondego
Oliveira do Mondego ist eine Ortschaft und ehemalige Gemeinde in Portugal.

## Verwaltung
Oliveira do Mondego war eine Gemeinde (Freguesia) im Kreis (Concelho) von Penacova. Am 30. Juni 2011 hatte die Gemeinde 659 Einwohner auf einer Fläche von 11,0 km².
Die Gemeinde bestand aus folgenden Ortschaften:
- Alto das Lamas
- Bairro Martins Soares
- Coiço
- Cunhedo
- Lavradio
- Oliveira do Mondego
- Paredes
- Porto da Raiva

Im Zuge der kommunalen Neuordnung Portugals am 29. September 2013 wurde die Gemeinde Oliveira do Mondego mit Travanca do Mondego zur neuen Gemeinde União das Freguesias de Oliveira do Mondego e Travanca do Mondego zusammengeschlossen. Sitz der neuen Gemeinde wurde Oliveira do Mondego.